# Berthold Freudenthal
Berthold Freudenthal (* 23. August 1872 in Breslau; † 13. Juli 1929 in Frankfurt am Main) war ein deutscher Strafrechtler.

## Leben
Berthold Freudenthals Eltern waren der Philosophiehistoriker Jakob Freudenthal (1839–1907) und seine Frau Therese, eine Tochter des Rabbiners Michael Sachs. Freudenthal studierte Rechtswissenschaft an den Universitäten von Breslau, Tübingen und Berlin. 1895 promovierte er und war als Gerichtsassessor tätig. Ab 1905 an der Akademie für Sozial- und Handelswissenschaften Frankfurt am Main tätig, war er von 1909 bis 1911 dort Rektor. Ab 1914 war er Professor an der Juristischen Fakultät an der neu gegründeten Universität Frankfurt am Main und gleichzeitig deren erster Dekan.
Er trat für die Errichtung des Jugendgerichts (1908) und von Jugendgefängnissen in Deutschland sowie für einen erzieherischen Strafvollzug ein. Aufgrund seiner Denkschrift wurde das erste Jugendgefängnis in Wittlich/Eifel gegründet (1911).
Freudenthal heiratete 1917 die erheblich jüngere Studentin Margarete David. Sie promovierte 1933 bei Karl Mannheim und floh danach nach Palästina. Sie veröffentlichte später eine Autobiografie.

## Hauptwerke
- Die staatsrechtliche Stellung des Gefangenen, 1910
- Strafrecht und Strafvollzug im Rechtsstaat, 1918
- Wider die Auslieferung, 1920
- Schuld und Vorwurf, 1922
- Der Entwurf eines Strafvollzugsgesetzes von 1927, 1932